# Эллис, Кэтрин
Кэтрин Эллис (Katharine Ellis; род. 1963) — британский историк культуры, музыковед, занимается историей музыки Франции долгого XIX века (XIX — начала XX вв.).
Член Британской академии (2013), иностранный член Американского философского общества (2017), доктор философии.
С 2017 года кембриджский 1684 Professor of Music.
Играет на скрипке.
Выпускница Оксфорда, где получила степени бакалавра и доктора философии по музыке, ныне его почётный фелло.
Член Европейской академии (2010).